# Žlezdasta sleznica
Žlezdasta sleznica (lat. Asplenium lepidum Presl.) je vrsta roda Asplenium L.

## Opis
Žlezdasta sleznica ima kratak rizom, koji je slabo razgranat, a sa gornje strane je pokriven crnim, linearno lancetastim ljuspama, koje su postepeno zašiljene. Listovi su brojni, gusto busenasti, dugi do 13 cm, dvostruko do trostruko perasti, nežni, ali prezimljuju. Celi listovi su prekriveni žlezdastim dlakama. Peteljke su tanke, do 0,5 mm širine, polucilindrične, sa gornje strane sa tankom brazdom, duge koliko i liska ili duže od nje. Samo pri osnovi su svetlo mrke. Liske su trouglaste do široko jajaste, nežno kožaste, skoro prozirne. Listića prvog reda ima tri do pet sa svake strane peteljke. Donji listići su na dugim drščicama i jednostruko do dvostruko perasto deljeni. Gornji listići su na kratkim drščicama i jednostruko perasti. Listići poslednjeg reda su uzani, nazubljeno urezani. Sorusi su linearni. Po dva do šest sorusa se nalazi uz srednji nerv pod oštrim uglom. Induzijum je jednostran, po obodu resasto urezan. Spore su svetlo mrke, sa oštrim bodljama. Sporangije se mogu uočiti od jula do septembra. Zabeležen broj hromozoma je 2n = 144.

## Stanište i rasprostranjenje
Naseljava pukotine krečnjačkih stena na Balkanskom i Apeninskom poluostrvu i susednim područjima (Karpati i Alpi).

## Varijabilnost vrste
- subsp.
- subsp. haussknechtii (Godet & Reuter) Brownsey[4]

## Galerija
- Mezijsko-severnoskardopindske montane i submontane Аsplenium lepidum karbonatne stene u potkapinama i na kontranagibima

## Spoljašnje veze
- The Euro+Med PlantBase - the information resource for Euro-Mediterranean plant diversity
- Tropicos